# 시이하라 다쿠야
시이하라 다쿠야(일본어: 椎原 拓也, 1980년 7월 9일 ~ )는 일본의 전 축구 선수이다.

## 구단 경력
과거 제프 유나이티드 이치하라, 미토 홀리호크에서 활동하였다.